# Canó naval de 10,5 cm SK L/40
El canó naval de 10,5 cm SK L/40 (SK de l'alemany Schnelladekanoneː de càrrega ràpida) és una peça d'artilleria naval alemanya que entrà en servei a principis del segle XX i fou emprada a la Primera Guerra Mundial en creuers lleugers i altres vaixells de guerra, així com en unitats menors i bateries costaneres durant la Segona Guerra Mundial.

## Armes supervivents
Dades de:
- Nr. 369L de l'SMS Königsberg (1905) en exposició als Union Buildings de Pretòria, Sud-àfrica.
- Un altre canó de l'SMS Königsberg en exposició al Fort Jesus, Mombasa, Kènia.
- Un altre canó de l'SMS Königsberg en exposició a Jinja, Uganda.
- Un canó SK L/40 del creuer auxiliar SS Prinz Eitel Friedrich a Memorial Park, Cambridge, Estats Units d'Amèrica.

## Referències

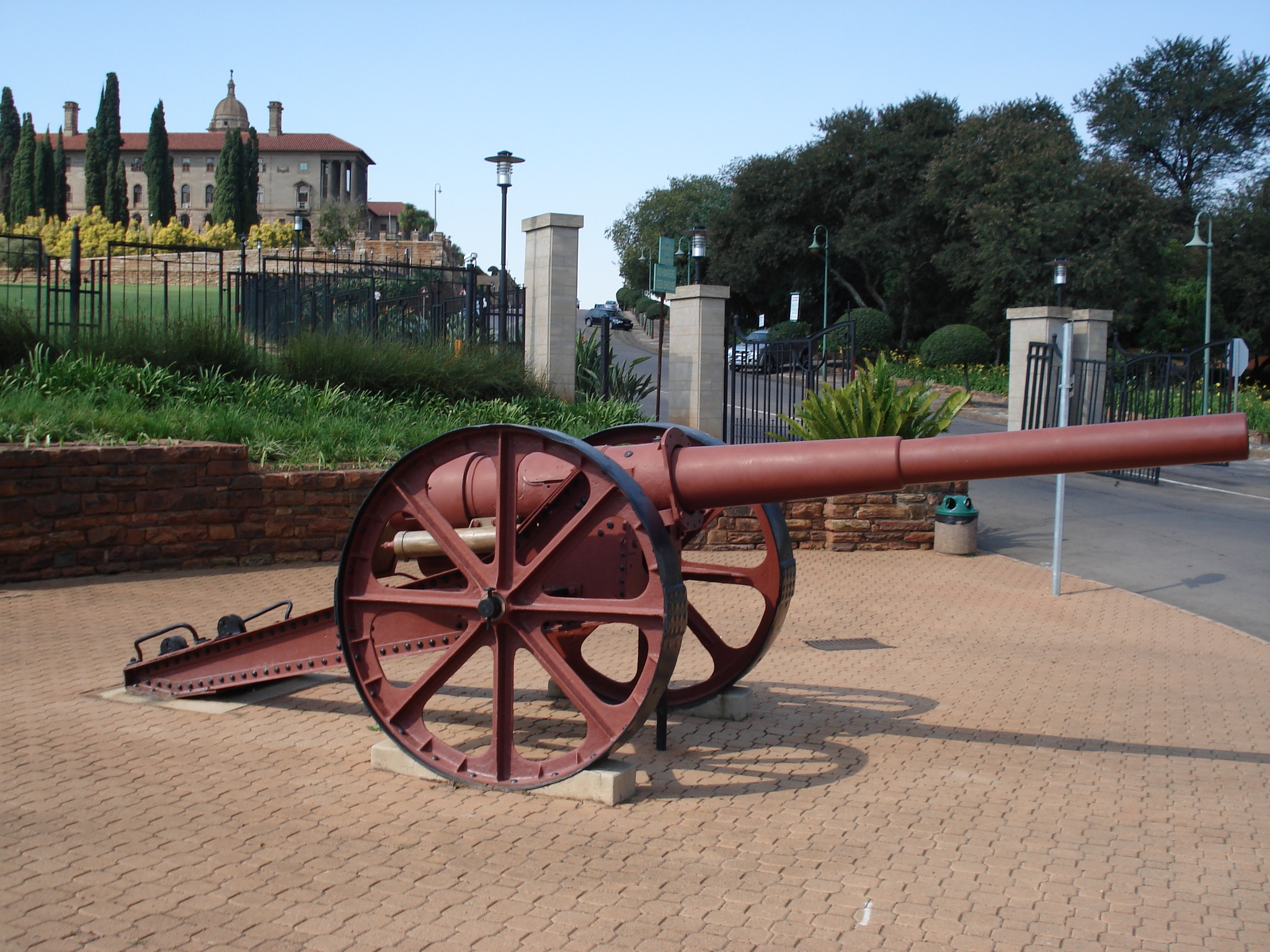
Arma provinent del creuer l'SMS Königsberg i exposada avui en dia a Pretòria, Sud-àfrica.